# Мрачни кристал
Мрачни кристал (енгл. The Dark Crystal) је амерички фантастични филм из 1982. године редитеља Џима Хенсона и Френка Оза. Гласове позајмљују Стивен Гарлик, Лиса Максвел, Били Вајтло, Перси Едвардс и Бари Денен. Филм је продуциран од стране ITC Entertainment-а и The Jim Henson Company-а и дистрибуиран од стране Universal Pictures-а. Радња се врти око Џена, Гелфлинга у потрази за враћањем равнотеже у свет Тра и рушењем владајућиих Скексиса обнављањем моћног сломљеног Кристала.
Рекламиран је као породични филм, али је био знатно мрачнији од претходног материјала стваралаца. Аниматроника коришћена у филму сматрала се револуционарном за своје време, јер је већини створења, попут Гелфлинга, било потребно око четири луткара да би постигли потпуну манипулацију. Примарни концепт-уметник био је илустратор фантастике Брајан Фрауд, познат по својим препознатљивим дизајнима вила и патуљака. Фрауд је такође сарађивао са Хенсоном на његовом следећем пројекту, филму Лавиринт из 1986. године.
Филм Мрачни кристал је продуцирао Гари Курц, док је сценарио написао Дејвид Одел, са којим је Хенсон раније радио као писац особља серије Мапет-шоу. Музику је конпоновао Тревор Џоунс. Филм је у почетку добио мешовите критике од главних критичара; иако је критикован због мрачнијег, драматичнијег тона за разлику од Хенсонових претходних дела, хваљен је због наративног, естетског и карактерног карактера. Током година критичари су је поново оценили и постао је култни филм.
Преднаставна телевизијска серија, Мрачни кристал: Доба отпора, премијерно је приказана 2019. године на Netflix-у.

## Радња
Пре 1000 година на планети Тра, две нове расе су се појавиле када је Крхотина разбијена од Кристала истине: окрутни Скексис чија је континуирана корупција Кристала да би им продужио живот опустошила Тру и нежни урРу, познатији као Мистичари, који су створили свој дом у Долини камења да чекају своју судбину. Вођа Мистика, Господар УрСу, подиже младог Гелфлинга по имену Џен чији су клан Скексији заклали. Како се приближава Велика коњукција три Траниних Сунца, умирући УрСу упућује Џена да испуни пророчанство о исцељењу Кристала тако што ће прво извући Крхотину од Огре. Како УрСу пролази, цар Скексиса, скекСо, такође умире, остављајући место вође упражњено. Чамберлејн, скекСил и господар Гартим, скекУнг, изазивају једни друге у „Суђењу од камена” за сукцесију, што резултира скекУнгом који поражава скекСила. СкекСилу се одузима одећа и протерује га, док се скекУнг проглашава новим царем. Када Скексији сазнају за Џеново постојање, шаљу своју војску џиновских Гартима налик на ракове да га ухвате, а лукави скекСил следи.
Џен упознаје Огру и улази у њен модел Сунчевог система, који користи за предвиђање небеса, и она објашњава коњукцију пре него што је Џен изабрао тачну Шард. Пре него што Огра успе да објасни Џенову мисију, Гартим стиже и уништава модел, узимајући Огру у заробљеништво док Џен бежи. Чувши позив Кристала, Мистичари напуштају своју долину и враћају се у Замак Кристала. На свом путовању кроз шумску мочвару, Џен упознаје Киру, још једног преживелог Гелфлинга. Њих двоје сазнају више једно о другом када случајно „сањаре”, делећи међусобна сећања. Они остају ноћ са Подлинговима који су одгајили Киру, само да би они и Кирин кућни љубимац Физгиг побегли када Гартим нападне село. Скоро су ухваћени, али скекСил интервенише спречавајући Гартим да их прогони.
Џен и Кира откривају уништену гелфлинговску цивилизацију са древним списима који описују пророчанство: „Кад појединачно засја троструко Сунце, оно што је подигнуто и поништено биће цело, а две ће направити Гелфлингова рука или нико други.” Прекида их скекСил, који открива да је пророчанство било разлог геноцида Гелфлинга, покушавајући да их превари да дођу с њим у дворац. Али Гелфлинзи беже и стижу до замка на Ландстрајдерса, пресрећући Гартима који је напао Кирино село. Покушавајући да ослободе заробљене Подлинге, Кира, Џен и Физгиг спуштају се до сувог јарка замка (откривајући да Кира има крила) и користе катакомбе да би им приступили. Али пресреће их скекСил, који покушава да их одвуче до других Скексија када га даље одбију. Џен у пркос прободе руку скекСила крхотином, а скекСил, у налету беса, закопа Џена у ували и одведе Киру. скекСил је враћен на функцију Чамберлејна и даје Киру научнику, скекТеку, да јој се одузме животна суштина да би Скексији попили и повратили младост. Огра, затворена у лабораторији научника, каже Кири да позове животиње у заточеништву у помоћ; они се ослобађају као одговор и ослобађају Киру док узрокују да скекТек падне низ кристално окно до његове смрти. У том тренутку, његов мистични колега, урТи, нестаје у рафалном пламену. Огра се ослобађа убрзо након што Кира оде и пре него што Џен стигне.
Три Сунца почињу да се поравнавају док се Гелфлинзи поново окупљају у Кристалној комори, а Скексији окупљају за ритуал који ће им доделити бесмртност. Када их открију и нападну Гартима, Џен скочи на Кристал, али испусти Крхотину. Кира га узима након што је Физгиг бацио низ окно скекУнга (убрзо га је спасила Огра). Кира баца Крхотину натраг Џену и смртно је убоде мајтор ритуала, скекЗок. Срце сломљеног урања крхотину у Тамни кристал, испуњавајући пророчанство. Гартим се распада, а робови Подлинга враћају своју суштину, док се тамни камен који прекрива дворац распада и открива кристалну структуру. УрРу стижу и користе Кристал да споје себе и Скексије у бића која су некада била: анђеоске урСкеке. Вођа урСкекса објашњава Џену да су грешком разбили Кристал пре 1000 година, поделивши их на две расе и десеткујући Тру, и да су их повратили Џенова храброст и Кирина жртва. УрСкекс оживљава Киру у знак захвалности, а затим се успиње на виши ниво постојања, препуштајући Кристал истине Џен и Кира на сада подмлађеном Тру.

## Улоге
| Глумац        | Улога  |
| ------------- | ------ |
| Стивен Гарлик | Џен    |
| Лиса Максвел  | Кира   |
| Били Вајтло   | Огра   |
| Перси Едвардс | Физгиг |